# Parmotrema masonii
Parmotrema masonii är en lavart som beskrevs av L. I. Ferraro. Parmotrema masonii ingår i släktet Parmotrema och familjen Parmeliaceae.   Inga underarter finns listade i Catalogue of Life.